# Denny Moyer
Denny Moyer (* 8. August 1939 Portland, Oregon, USA; † 30. Juni 2010 ebenda) war ein US-amerikanischer Boxer im Halbmittelgewicht.
Am 20. Oktober 1962 eroberte er den Weltmeistergürtel der WBA und im Januar des darauffolgenden Jahres den der WBC. Beide Titel verlor er am 29. April 1963 über 15 Runden durch geteilte Punktentscheidung an Ralph Dupas. Auch das Rematch, welches nur zwei Monate später stattfand, verlor Moyer über 15 Runden nach Punkten, dieses Mal einstimmig.